# تاناكامت (تاناكامت)
تاناكامت هو دُوَّار يقع بجماعة بني زولي، إقليم زاكورة، جهة درعة تافيلالت في المملكة المغربية. ينتمي الدوّار لمشيخة تاناكامت التي تضم 7 دواوير. يقدر عدد سكانه بـ 520 نسمة حسب الإحصاء الرسمي للسكان والسكنى لسنة 2004.

## روابط خارجية
- البوابة الوطنية للجماعات الترابية نسخة محفوظة 12 مارس 2018 على موقع واي باك مشين.
- المندوبية السامية للتخطيط